# イ・ヨンジュン (アイスホッケー)
イ・ヨンジュン（1991年1月3日 - ）は、韓国出身のプロアイスホッケー選手。ポジションはフォワード。アジアリーグアイスホッケーのHLアニャンに所属。

## 経歴
京畿高等学校から延世大学へ進学。
2012-2013シーズンはに安養ハルラに入団。
2014-2015シーズンにハイワンへ移籍した。
2015-2016シーズンにデミョン・サンムへ移籍した。
2019-2020シーズンに古巣ハルラに復帰。
2023-2024シーズンはチームが2シーズン連続となる8度目の優勝を果たし、イも優勝を経験することになった。